# Ned Hanigan
Ned Michael Hanigan (Dubbo, 11 de abril de 1995) es un jugador australiano de rugby que se desempeña como segunda línea y juega en los NSW Waratahs del Super Rugby. Es internacional con la Wallabies desde 2017.

## Selección nacional
Maddocks representó a los Junior Wallabies y participó con ellos del mundial de Inglaterra 2016.
Michael Cheika lo convocó a los Wallabies para disputar los test matches de mitad de año 2017 y debutó contra Fiyi.
Es suplente en su selección. En total lleva veinte partidos jugados y no marcó puntos.